# Gnathophis
Gnathophis és un gènere de peixos pertanyent a la família dels còngrids.

## Descripció
- Cos allargat i sense escates.
- Cap punxegut.
- Musell llarg i sortint.
- Dents còniques.
- Línia lateral completa.
- Aletes pectorals molt ben desenvolupades.
- Les aletes dorsal i anal conflueixen amb l'aleta caudal.
- Absència d'aletes pèlviques.
- La cua és molt més llarga que el cap i la resta del cos.[3][4]

## Distribució geogràfica
Es troba a les aigües tropicals i subtropicals de tots els oceans, llevat de l'Índic occidental i del Pacífic central.

## Taxonomia
- Gnathophis andriashevi (Karmóvskaia, 1990)[5]
- Gnathophis asanoi (Karmóvskaia, 2004)[6]
- Gnathophis bathytopos (Smith & Kanazawa, 1977)[7]
- Gnathophis bracheatopos (Smith & Kanazawa, 1977)[7]
- Gnathophis capensis (Kaup, ex Lalande, 1856)[8]
- Gnathophis castlei (Karmóvskaia & Paxton, 2000)[9]
- Gnathophis cinctus (Garman, 1899)[10]
- Gnathophis codoniphorus (Maul, 1972)[11]
- Gnathophis grahami (Karmóvskaia & Paxton, 2000)[9]
- Gnathophis habenatus (Richardson, 1848)[12]
- Gnathophis heterognathos (Bleeker, 1858-1859)[13]
- Gnathophis heterolinea (Kotthaus, 1968)[14]
- Gnathophis leptosomatus (Karrer, 1982)[15]
- Gnathophis longicauda (Ramsay & Ogilby, 1888)
- Gnathophis macroporis (Karmóvskaia & Paxton, 2000)[9]
- Gnathophis melanocoelus (Karmóvskaia & Paxton, 2000)[9]
- Gnathophis microps (Karmóvskaia & Paxton, 2000)[9]
- Gnathophis musteliceps (Alcock, 1894)[16]
- Gnathophis mystax (Delaroche, 1809)[17]
- Gnathophis nasutus (Karmóvskaia & Paxton, 2000)[9]
- Gnathophis neocaledoniensis (Karmóvskaia, 2004)[18]
- Gnathophis nystromi (Jordan & Snyder, 1901)
  - Gnathophis nystromi ginanago (Asano, 1958)
  - Gnathophis nystromi nystromi (Jordan & Snyder, 1901)
- Gnathophis parini (Karmóvskaia, 1990)[5]
- Gnathophis smithi (Karmóvskaia, 1990)[5]
- Gnathophis tritos (Smith & Kanazawa, 1977)[7]
- Gnathophis umbrellabius (Whitley, 1946)[19]
- Gnathophis xenica (Matsubara & Ochiai, 1951)[20][21][22][23][24][25][26]